# Consolidated PBY Catalina
Consolidated PBY Catalina – amerykańska patrolowa łódź latająca i samolot-amfibia zbudowany w 1935 w amerykańskiej wytwórni lotniczej Consolidated Aircraft Corporation.

## Historia
W 1929 na zlecenie amerykańskiej marynarki wojennej w wytwórni lotniczej Consolidated Aircraft Corporation zespół Isaaca Laddona opracował pod nadzorem mjr. Rubena Hallisa Fletta projekt dwusilnikowej patrolowej łodzi latającej oznaczonej jako Model 28. 28 października 1933 przystąpiono do budowy prototypu tego samolotu oznaczonego jako XP3Y-1, a do jego napędu użyto 2 silników gwiazdowych Pratt & Whitney XR-1830-54 o mocy 825 KM (607 kW) każdy. Prototyp oblatano w dniu 21 marca 1935. Samolot spisywał się doskonale, lecz miał zbyt słabe osiągi.
W związku z tym zmieniono w nim silniki na gwiazdowe Pratt & Whitney R-1830-64 o większej mocy 850 KM (625 kW) i taki prototyp oznaczono XPBY-1. Został on oblatany w październiku 1935. Po lotach próbnych i poprawieniu stwierdzonych braków samolot wprowadzono do produkcji seryjnej, najpierw jako P3Y-1, a potem PBY-1 Catalina. Pierwszą seryjną łódź latającą PBY-1 Catalina wyprodukowano w październiku 1936, a w sumie wyprodukowano 60 samolotów tej wersji. Jako uzbrojenie posiadały 4 karabiny maszynowe kal. 7,62 mm i mogły przenosić ładunek bomb o masie 907 kg pod skrzydłem.
W latach 1937–1938 zbudowano 50 łodzi latających PBY-2 Catalina, które były ulepszoną wersją PBY-1.
W 1937 zbudowano nową wersję samolotu oznaczoną jako PBY-3 Catalina, która miała mocniejsze silniki Pratt & Whitney R-1830-66 o mocy 900 KM (662 kW) każdy. Trzy łodzie latające tej wersji zakupił Związek Radziecki i nabył licencję na jej budowę. W ZSRR łódź ta nosiła oznaczenie GST „Mop” i od 1939 wyposażano ją w radzieckie silniki Mikulin M-26 lub Szewców ASz-621 o mocy od 900 do 1000 KM. Według różnych źródeł zbudowano od 150 do 1000 łodzi latających GST. Także amerykańska marynarka wojenna nabyła 66 samolotów PBY-3 Catalina.
W dniu 18 grudnia 1937 oblatano kolejną wersję łodzi latającej oznaczoną jako PBY-4 Catalina z 2 silnikami Pratt & Whitney R-1830-72 o mocy 1050 KM (773 kW) każdy. Pierwszy egzemplarz seryjny został ukończony w maju 1938. Łącznie zbudowano 33 samoloty tej wersji.
W 1939 rozpoczęto produkcję kolejnej wersji oznaczonej jako PBY-5 Catalina wyposażonej w 2 silniki Pratt & Whitney R-1830-82 o mocy 1200 KM (883 kW) każdy. W 1941 dostarczono 100 łodzi latających wersji PBY-5 do Wielkiej Brytanii, gdzie otrzymała ona oznaczenie Catalina Mk I. Łącznie wyprodukowano 1175 łodzi latających tej wersji.
W 1939 przekonstruowano łódź latającą PBY-4 Catalina w prototyp samolotu-amfibii oznaczony jako XPBY-5A, który oprócz pływaków wsporczych wyposażono w trójpodporowe podwozie z kółkiem przednim wciągane w locie. Oblot tego prototypu odbył się w dniu 22 listopada 1939, a produkcję seryjną uruchomiono w grudniu 1941. Samolot seryjny został oznaczony jako PBY-5A Catalina. 14 tych samolotów-amfibii otrzymała Kanada, gdzie oznaczono je jako Catalina Mk IA. W 1942 zakłady Canadian Vickers rozpoczęły produkcję licencyjną tej wersji pod oznaczeniem Canso A oraz PBV-1A i wyprodukowały ich 424 sztuki. W 1942 dostarczono 11 samolotów PBY-5A Catalina do Wielkiej Brytanii, gdzie otrzymały oznaczenie Catalina Mk III. W lotnictwie amerykańskim zostały one wprowadzone w 1943 do jednostek ratownictwa morskiego, gdzie oznaczono je OA-10A Catalina. Ogółem zbudowano 828 sztuk tych samolotów nie licząc wersji kanadyjskiej.
W styczniu 1945 rozpoczęto produkcję ostatniej wersji tych samolotów-amfibii oznaczonych jako PBY-6A Catalina, w których zastosowano dwa silniki Pratt & Whitney R-1830-92 o mocy 1200 KM (883 kW). Wyprodukowano 175 samolotów tej wersji.
Łącznie (nie licząc ZSRR) zbudowano ponad 3300 samolotów PBY Catalina wszystkich wersji.

## Użycie w lotnictwie

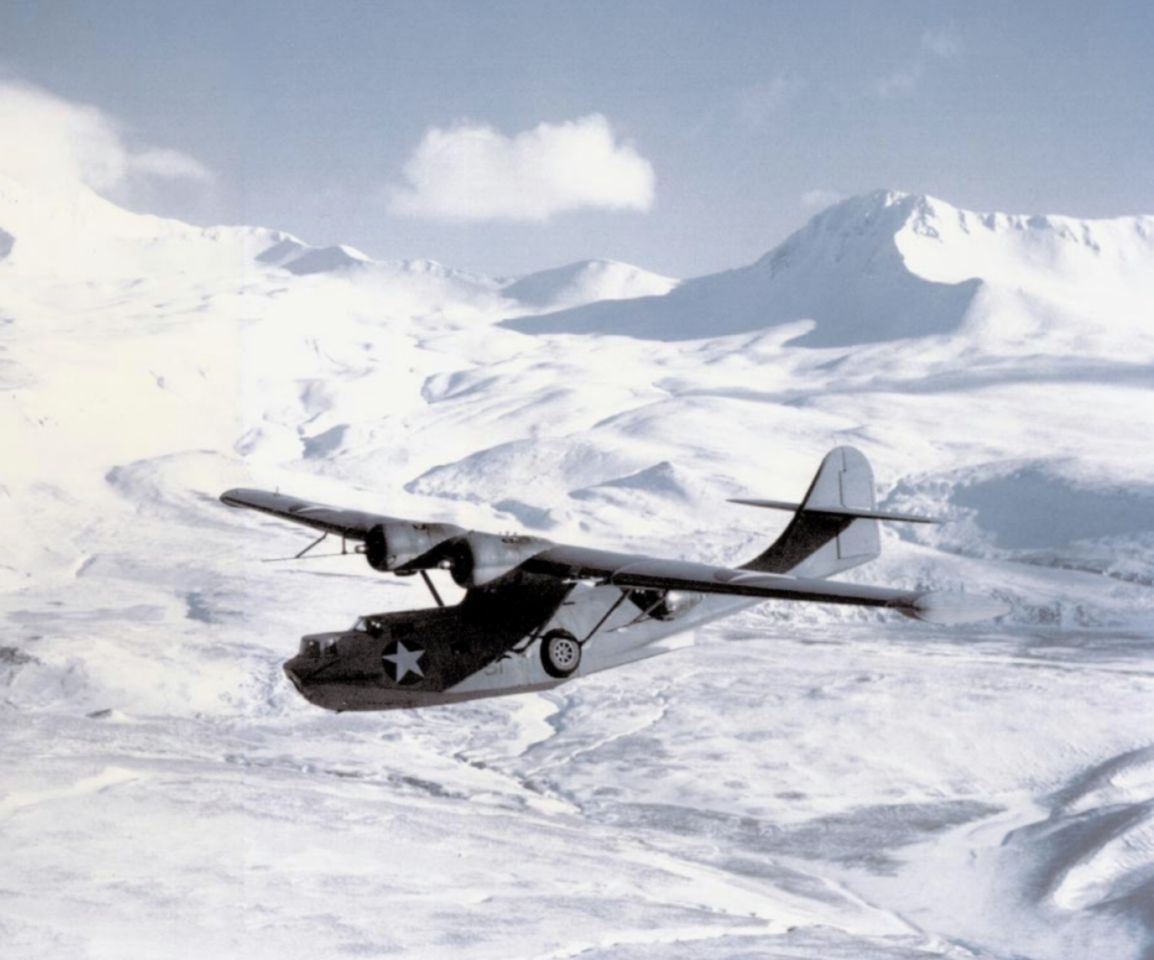
PBY-5A nad Wyspami Aleuckimi w 1943 r.

Samoloty Consolidated PBY Catalina w czasie II wojny światowej były używane do rozpoznania, zwalczania okrętów i ratownictwa morskiego przez lotnictwo amerykańskiej marynarki wojennej, lotnictwo Kanady, Australii, Nowej Zelandii i Holenderskich Indii Wschodnich oraz Wielkiej Brytanii.
Do najgłośniejszych akcji samolotów PBY Catalina należały: w Royal Air Force 26 maja 1941 kiedy brytyjskie siły nawodne zgubiły tropiony okręt, samoloty te wytropiły niemiecki pancernik „Bismarck”, co umożliwiło jego późniejsze zatopienie, a w lotnictwie amerykańskim 3 czerwca 1942 wykryły w rejonie Midway zbliżający się zespół inwazyjny floty japońskiej.
Jedna PBY-5A w lipcu 1943 odpędziła od statku „Port Fairy” dwa bombowce Focke-Wulf Fw 200, za co załoga otrzymała odznaczenia.
Samoloty PBY Catalina były używane do lat 70. XX w. w amerykańskich jednostkach ratownictwa morskiego.

## Użycie w lotnictwie polskim
W lotnictwie polskim nie używano samolotów PBY Catalina, lecz polscy piloci mający przerwę w lotach operacyjnych – latający w 45 Grupie Transportowej RAF (ang. 45 Transport Group RAF), dostarczali te samoloty z Kanady przez Atlantyk. Najczęściej drogą północną, do Prestwick w Szkocji.

## Opis konstrukcji
Samolot Consolidated PBY-5A Catalina był sześcio- lub dziewięciomiejscowym patrolowym samolotem-amfibią, górnopłatem o konstrukcji metalowej z jednopokładowym wnętrzem. Posiadał dwa pływaki i podwozie trójpodporowe z kółkiem przednim wciągane w locie. Elektrycznie chowane i wysuwane dwa podskrzydłowe pływaki podtrzymujące na końcach skrzydeł były unikalne w tej klasie samolotów. W locie tworzyły końcówki skrzydeł. Napęd: 2 silniki gwiazdowe, śmigło metalowe, trójłopatowe. Wyposażony był w urządzenia radarowe i aparaturę fotograficzną.